# 495 pr. n. št.

## Rojstva
- Empedoklej, grški filozof († 423 pr. n. št.)
- Zenon, grški filozof in matematik († okoli 430 pr. n. št.)
- Periklej, grški filozof in državnik († 429 pr. n. št.)

## Smrti
- Histasp, satrap Baktrije in oče Dareja I. (* 570 pr. n. št.)